# Карачков, Константин Алексеевич
Константин Алексеевич Карачков (1918—1997) — старшина Рабоче-крестьянской Красной Армии, участник Великой Отечественной войны, Герой Советского Союза (1945).

## Биография
Константин Карачков родился 10 октября 1918 года в селе Николаевка. Получил неполное среднее образование, после чего работал счетоводом в Саранском городском управлении строительства предприятий лёгкой промышленности. В 1939 году Карачков был призван на службу в Рабоче-крестьянскую Красную Армию.
С июля 1941 года — на фронтах Великой Отечественной войны. Участвовал в Смоленском сражении, боях в Брянской и Орловской областях в 1941 году, выходил из окружения. 30 октября 1941 года был тяжёло ранен. После выписки из госпиталя в апреле 1942 года Карачков участвовал в боях с Демянской группировкой немецких войск. В июле того же года вновь был тяжело ранен. После излечения участвовал в освобождении Псковской области, Украинской ССР, битве за Днепр, Корсунь-Шевченковской и Бугско-Днестровской операциях, освобождении Молдавской ССР. К августу 1944 года гвардии старшина Константин Карачков был старшиной батареи 76-миллиметровых орудий 6-го гвардейского воздушно-десантного полка 1-й гвардейской воздушно-десантной дивизии 53-й армии 2-го Украинского фронта. Отличился во время Ясско-Кишинёвской операции.
20 августа 1944 года Карачков участвовал в прорыве немецкой обороны под Яссами, несмотря на массированный вражеский огонь наладил бесперебойную доставку на позиции своей батареи боеприпасов. 30 августа во время боя за село Албешти Бузэуского уезда Румынии он уничтожил пулемётную точку, а затем, во время боя непосредственно в селе уничтожил автоматным огнём 12 вражеских солдат и в рукопашной схватке ещё 4.
Указом Президиума Верховного Совета СССР от 24 марта 1945 года за «образцовое выполнение боевых заданий командования на фронте борьбы с немецкими захватчиками и проявленные при этом мужество и героизм» гвардии старшина Константин Карачков был удостоен высокого звания Героя Советского Союза с вручением ордена Ленина и медали «Золотая Звезда» за номером 7487.
В январе-июле 1945 года учился в Харьковском танковом училище. Был демобилизован. Вернулся в Саранск, работал инструктором ДОСААФ. Умер 2 июня 1997 года, похоронен в Саранске.
Был также награждён орденами Отечественной войны 1-й степени и Красной Звезды, рядом медалей.